# Vicenza Volley 2003-2004
Questa voce raccoglie le informazioni riguardanti il Vicenza Volley nelle competizioni ufficiali della stagione 2003-2004.

## Stagione

L'allenatrice Simonetta Avalle, subentrata a stagione in corso.

La stagione 2003-04 è per il Vicenza Volley, sponsorizzato dalla Minetti Infoplus, la sesta consecutiva in Serie A1; in panchina viene chiamato Mauro Marasciulo, sostituito poi in febbraio da Simonetta Avalle, così come buona parte della rosa viene modificata: arrivano Tat'jana Men'šova, Jelena Nikolić, Stefania Paccagnella, Gabriela Pérez del Solar, mentre lasciano la squadra Nadia Centoni, Valentina Fiorin, Małgorzata Glinka e Maja Poljak; tra le conferme quelle di Alessandra Pinese, Barbara De Luca e Isabella Zilio.
Il campionato si apre con tre sconfitte consecutive, mentre la prima vittoria arriva alla quarta giornata contro la Nuova San Giorgio Pallavolo Sassuolo: segue quindi un nuovo stop e poi un nuovo successo contro la Pallavolo Reggio Emilia; nelle ultime cinque giornata del girone di andata, la squadra di Vicenza ottiene il successo solo in una gara, tuttavia il gran numero di gare finite al tie-break, seppur con sconfitte, e quindi conquistando sempre punti, la spinge al sesto posto in classifica. Il girone di ritorno inizia con un'alternanza di risultati: dalla diciottesima alla ventesima giornata il Vicenza Volley colleziona solo insuccessi per poi chiudere la regular season con due vittorie che la portano al settimo posto in classifica. Nei play-off scudetto, affronta ai quarti di finale, l'Asystel Volley, la quale vince la due gare utili per passare al turno successivo eliminando le venete.
Il Vicenza Volley partecipa alla Coppa Italia come tutte le squadre che disputano la Serie A1 2003-04: negli ottavi di finale la sfida è contro la Pallavolo Chieri, ma perde per 3-2 sia la gara di andata che quella di ritorno, venendo eliminata dalla competizione.

## Organigramma societario
Area direttiva
- Presidente: Giovanni Coviello

Area tecnica
- Allenatore: Mauro Marasciulo (fino al 23 febbraio 2004), Simonetta Avalle (dal 24 febbraio 2004)
- Allenatore in seconda: Marc De Haan

Area sanitaria
- Medico: Francesco Barcaro

## Rosa
| N° | Nome                     | Ruolo | Data di nascita   | Nazionalità sportiva |
| -- | ------------------------ | ----- | ----------------- | -------------------- |
| 1  | Jelena Nikolić           | S     | 13 aprile 1982    | Serbia e Montenegro  |
| 2  | Anja Krause              | P     | 31 gennaio 1977   | Germania             |
| 3  | Andrea Conti             | S/O   | 3 ottobre 1987    | Argentina            |
| 5  | Gabriela Pérez del Solar | C     | 10 luglio 1968    | Italia               |
| 6  | Alessandra Pinese        | P     | 24 luglio 1975    | Italia               |
| 7  | Tat'jana Men'šova        | S     | 13 gennaio 1970   | Kazakistan           |
| 9  | Vanessa Paterlini        | C     | 28 novembre 1978  | Brasile              |
| 10 | Isabella Zilio           | L     | 5 marzo 1983      | Italia               |
| 11 | Ana Paula Gomes          | S     | 7 febbraio 1975   | Brasile              |
| 12 | Barbara De Luca          | S     | 19 luglio 1975    | Italia               |
| 14 | Meika Wagner             | C     | 14 settembre 1973 | Stati Uniti          |
| 15 | Stefania Paccagnella     | C     | 3 agosto 1973     | Italia               |

## Mercato
| Acquisti | Acquisti                 | Acquisti        | Acquisti   |
| R.       | Nome                     | da              | Modalità   |
| -------- | ------------------------ | --------------- | ---------- |
| S/O      | Andrea Conti             | Banco Nación    | definitivo |
| P        | Anja Krause              | Münster         | definitivo |
| S        | Ana Paula Gomes          | ?               | definitivo |
| S        | Tat'jana Men'šova        | Spezzano        | definitivo |
| S        | Jelena Nikolić           | Bergamo         | definitivo |
| C        | Stefania Paccagnella     | inattiva        | definitivo |
| C        | Vanessa Paterlini        | São José        | definitivo |
| C        | Gabriela Pérez del Solar | Olimpia Ravenna | definitivo |
| C        | Meika Wagner             | Reggio Emilia   | definitivo |

| Cessioni | Cessioni          | Cessioni          | Cessioni   |
| R.       | Nome              | a                 | Modalità   |
| -------- | ----------------- | ----------------- | ---------- |
| C        | Deia Chagas       | ?                 | definitivo |
| S/O      | Nadia Centoni     | Robursport Pesaro | definitivo |
| S        | Valentina Fiorin  | Olimpia Ravenna   | definitivo |
| S        | Małgorzata Glinka | Asystel           | definitivo |
| S        | Erin Hartley      | ?                 | definitivo |
| P        | Viviana Petrara   | ?                 | definitivo |
| C        | Maja Poljak       | Bergamo           | definitivo |
| C        | Colleen Smith     | ?                 | definitivo |

## Risultati

### Serie A1

#### Girone di andata
| 1ª giornata - 5 ottobre 2003 PalaGalassi, Forlì                    | Forlì              | 3 - 2 | Vicenza              | 17-25, 25-21, 31-33, 25-15, 15-10 |
| 2ª giornata - 8 ottobre 2003 Palasport Città di Vicenza, Vicenza   | Vicenza            | 0 - 3 | Chieri               | 15-25, 21-25, 18-25               |
| 3ª giornata - 12 ottobre 2003 PalaDalLago, Novara                  | Asystel            | 3 - 2 | Vicenza              | 29-27, 25-17, 23-25, 19-25, 15-7  |
| 4ª giornata - 19 ottobre 2003 Palasport Città di Vicenza, Vicenza  | Vicenza            | 3 - 0 | San Giorgio Sassuolo | 25-15, 25-23, 25-21               |
| 5ª giornata - 22 novembre 2003 PalaTriccoli, Jesi                  | Giannino Pieralisi | 3 - 2 | Vicenza              | 26-28, 25-17, 23-25, 25-21, 15-12 |
| 6ª giornata - 26 novembre 2003 PalaBigi, Reggio nell'Emilia        | Reggio Emilia      | 0 - 3 | Vicenza              | 16-25, 20-25, 17-25               |
| 7ª giornata - 30 novembre 2003 Palasport Città di Vicenza, Vicenza | Vicenza            | 0 - 3 | Sirio Perugia        | 23-25, 17-25, 21-25               |
| 8ª giornata - 7 dicembre 2003 PalaNorda, Bergamo                   | Bergamo            | 3 - 2 | Vicenza              | 31-29, 17-25, 25-17, 23-25, 15-10 |
| 9ª giornata - 14 dicembre 2003 Palasport Città di Vicenza, Vicenza | Vicenza            | 3 - 0 | Robursport Pesaro    | 29-27, 25-19, 25-17               |
| 10ª giornata - 21 dicembre 2003 PalaDeAndrè, Ravenna               | Olimpia Ravenna    | 3 - 2 | Vicenza              | 22-25, 25-21, 15-25, 33-31, 15-12 |
| 11ª giornata - 18 gennaio 2004 Palasport Città di Vicenza, Vicenza | Vicenza            | 2 - 3 | Modena               | 26-24, 22-25, 25-22, 22-25, 13-15 |

#### Girone di ritorno
| 12ª giornata - 25 gennaio 2004 Palasport Città di Vicenza, Vicenza  | Vicenza              | 3 - 2 | Forlì              | 19-25, 26-24, 27-29, 25-22, 15-12 |
| 13ª giornata - 31 gennaio 2004 PalaMaddalene, Chieri                | Chieri               | 3 - 2 | Vicenza            | 25-18, 25-22, 24-26, 25-27, 15-12 |
| 14ª giornata - 7 febbraio 2004 Palasport Città di Vicenza, Vicenza  | Vicenza              | 3 - 2 | Asystel            | 25-12, 22-25, 25-20, 14-25, 22-20 |
| 15ª giornata - 11 febbraio 2004 PalaPaganelli, Sassuolo             | San Giorgio Sassuolo | 3 - 1 | Vicenza            | 25-23, 25-23, 24-26, 25-13        |
| 16ª giornata - 15 febbraio 2004 Palasport Città di Vicenza, Vicenza | Vicenza              | 0 - 3 | Giannino Pieralisi | 32-34, 21-25, 21-25               |
| 17ª giornata - 29 febbraio 2004 Palasport Città di Vicenza, Vicenza | Vicenza              | 3 - 0 | Reggio Emilia      | 32-30, 25-20, 25-22               |
| 18ª giornata - 7 marzo 2004 PalaEvangelisti, Perugia                | Sirio Perugia        | 3 - 1 | Vicenza            | 25-21, 13-25, 25-21, 25-22        |
| 19ª giornata - 10 marzo 2004 Palasport Città di Vicenza, Vicenza    | Vicenza              | 0 - 3 | Bergamo            | 21-25, 18-25, 18-25               |
| 20ª giornata - 14 marzo 2004 PalaDionigi, Sant'Angelo in Lizzola    | Robursport Pesaro    | 3 - 1 | Vicenza            | 25-23, 19-25, 25-17, 25-19        |
| 21ª giornata - 21 marzo 2004 Palasport Città di Vicenza, Vicenza    | Vicenza              | 3 - 1 | Olimpia Ravenna    | 25-19, 23-25, 25-21, 25-21        |
| 22ª giornata - 24 marzo 2004 PalaPanini, Modena                     | Modena               | 1 - 3 | Vicenza            | 28-26, 23-25, 16-25, 22-25        |

#### Play-off scudetto
| Quarti di finale (gara 1) - 27 marzo 2004 Palasport Città di Vicenza, Vicenza | Vicenza | 0 - 3 | Asystel | 20-25, 23-25, 19-25 |
| Quarti di finale (gara 2) - 30 marzo 2004 PalaDalLago, Novara                 | Asystel | 3 - 0 | Vicenza | 25-19, 25-15, 25-20 |

### Coppa Italia

#### Fase a eliminazione diretta
| Ottavi di finale (andata) - 1º novembre 2003 PalaMaddalene, Chieri                | Chieri  | 3 - 2 | Vicenza | 25-27, 31-33, 25-22, 25-18, 15-11 |
| Ottavi di finale (ritorno) - 15 novembre 2003 Palasport Città di Vicenza, Vicenza | Vicenza | 2 - 3 | Chieri  | 16-25, 27-25, 26-24, 20-25, 13-15 |

## Statistiche

### Statistiche di squadra
| Competizione | Punti | In casa | In casa | In casa | In trasferta | In trasferta | In trasferta | Totale | Totale | Totale |
| Competizione | Punti | G       | V       | P       | G            | V            | P            | G      | V      | P      |
| ------------ | ----- | ------- | ------- | ------- | ------------ | ------------ | ------------ | ------ | ------ | ------ |
| Serie A1     | 29    | 12      | 6       | 6       | 12           | 2            | 10           | 24     | 8      | 16     |
| Coppa Italia | -     | 1       | 0       | 1       | 1            | 0            | 1            | 2      | 0      | 2      |
| Totale       | 29    | 13      | 6       | 7       | 13           | 2            | 11           | 26     | 8      | 18     |

G = partite giocate; V = partite vinte; P = partite perse

### Statistiche dei giocatori
| A. Conti           | 7  | 0   | 0   | 0  | 0  | Statistiche assenti | Statistiche assenti |
| B. De Luca         | 22 | 111 | 92  | 12 | 7  | Statistiche assenti | Statistiche assenti |
| A. Gomes           | 13 | 4   | 4   | 0  | 0  | Statistiche assenti | Statistiche assenti |
| A. Krause          | 2  | 0   | 0   | 0  | 0  | Statistiche assenti | Statistiche assenti |
| T. Men'šova        | 24 | 412 | 372 | 25 | 15 | Statistiche assenti | Statistiche assenti |
| J. Nikolić         | 24 | 364 | 309 | 31 | 25 | Statistiche assenti | Statistiche assenti |
| S. Paccagnella     | 24 | 247 | 168 | 64 | 15 | Statistiche assenti | Statistiche assenti |
| V. Paterlini       | 15 | 21  | 14  | 6  | 1  | Statistiche assenti | Statistiche assenti |
| G. Pérez del Solar | 24 | 268 | 200 | 56 | 12 | Statistiche assenti | Statistiche assenti |
| A. Pinese          | 24 | 52  | 18  | 31 | 3  | Statistiche assenti | Statistiche assenti |
| M. Wagner          | 13 | 93  | 73  | 12 | 8  | Statistiche assenti | Statistiche assenti |
| I. Zilio           | 24 | -   | -   | -  | -  | Statistiche assenti | Statistiche assenti |

P = presenze; PT = punti totali; AV = attacchi vincenti; MV = muri vincenti; BV = battute vincenti